# André Boissonnet
André Boissonnet, né le 27 septembre 1920 à Paris et mort à Saint-Laurent-du-Var le 28 avril 2007, est un prêtre français, directeur général de L'Œuvre d'Orient, du 1er septembre 1987 au 31 août 1990.

## Biographie

### Prêtrise
André Boissonnet a été ordonné prêtre le 16 mars 1947 à Villebrumier, dans la paroisse Saint Théodard par Pierre-Marie Théas. Il est nommé le 26 juin 1947 professeur à Saint-Théodard en octobre 1948 il part à Toulouse. Le 15 septembre 1949, vicaire à Moissac, en octobre 1950 professeur à Pau. Le 15 novembre 1956, vicaire à Castelsarrasin et aumônier militaire.

### Comité catholique des Amitiés françaises à l'étranger, et DCC
Le 30 août 1962, il prend la charge de secrétaire du Comité catholique des Amitiés françaises à l'étranger. Le 4 janvier 1968, il est nommé délégué de l'épiscopat pour la coopération lors de la création de la Délégation catholique pour la coopération (DCC). En 1978, il est nommé directeur général de l’aumônerie des Français et francophones de l’étranger avant d’assurer la fonction de  conseiller ecclésiastique de l'ambassade de France près de Saint-Siège. En octobre 1985, il est nommé recteur de Saint-Louis-des-Français à Rome. Le 1er septembre 1987 il est nommé directeur général de L’Œuvre d'Orient,. Il en démissionne en novembre 1990 pour raison de santé et se retire dans le diocèse de Nice. Il est décédé à Cannes le 28 avril 2007.

## Distinctions
- Chevalier de la Légion d'honneur.
- Croix de guerre 1939-1945.